# أبيضاض الدم الليمفاوي

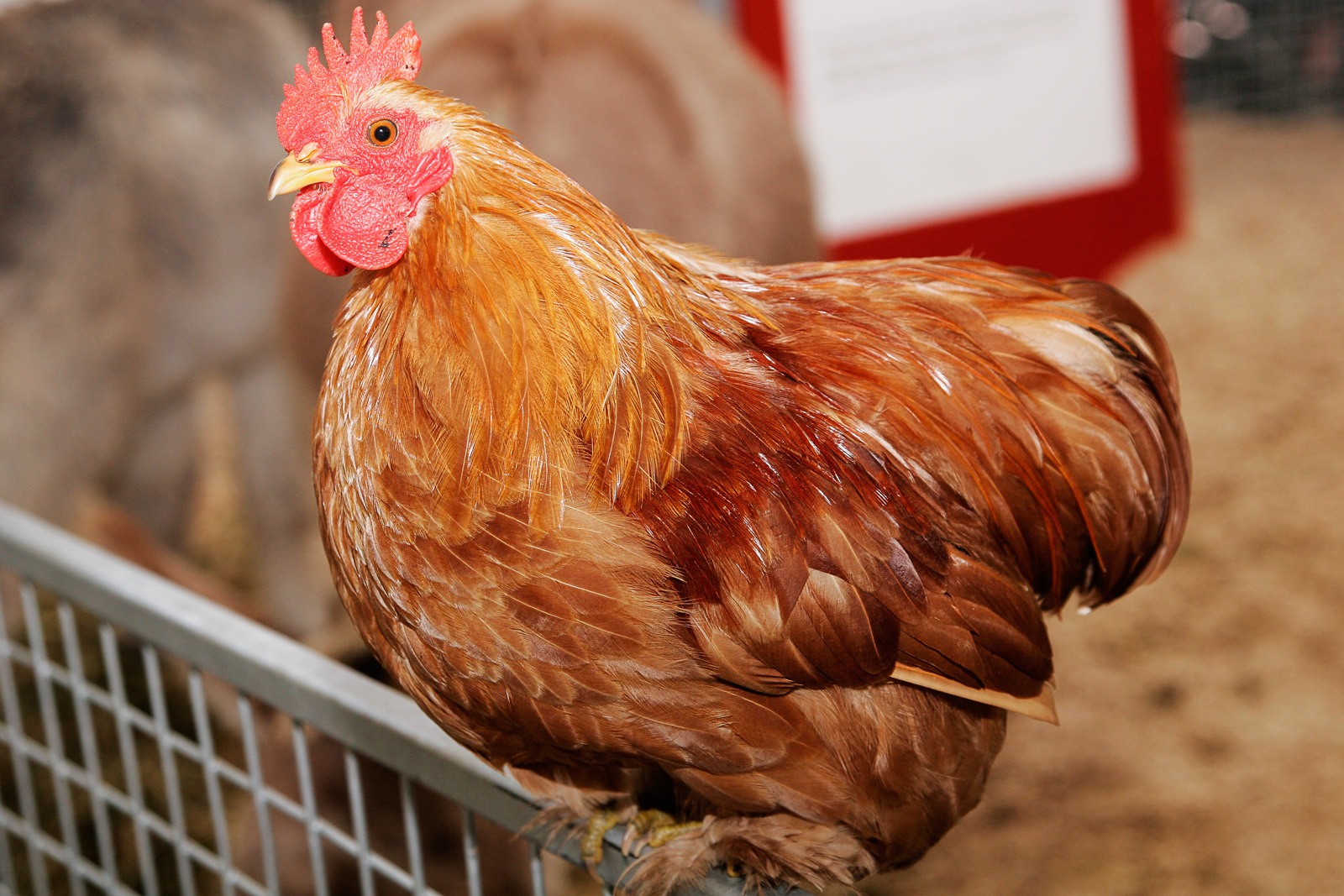

أبيضاض الدم الليمفاوي (بالإنجليزية: Lymphoid Leucosis)‏ هو مرض يصيب الدجاج يسببه فَيرُوسُ تَكَثُّر نَسيجِ الكُرَيَّاتِ البَيضِ الطَّيرِيّ وهو من الفيروسات القهقرية.
هو مرض ورمي فيروسي يمكن أن يأخذ شكل ورم في جراب فابريشيا ونقيلات الورم الخبيث في الأنسجة الأخرى ويسبب توسع وتورم في البطن.

## الأعراض
تشمل الأعراض تضخم البطن، فقدان الوزن، وهن، كآبة وهزول. هذا المرض يصيب بكثرة الدجاج نحو خمسة إلى ثمانية أشهر من العمر. ظهور إسهال أخضر في المرحلة الأخيرة من المرض.